# Моніка Гессе
Моніка Гессе (англ. Monica Hesse; народилася 1981 року) — американська журналістка і письменниця. Була колумністкою з гендерних питань The Washington Post і фіналісткою Пулітцерівської премії 2023 року.

## Молодість та освіта
Гессе родом з Нормалу, штат Іллінойс, де її батько, Дуглас Д. Гессе, викладав письменство в Університеті штату Іллінойс. Мама – терапевтка.
Вона навчалася у коледжі Брін Мар, де вела колонку в газеті The Bi-College News і вивчала англійську мову. Закінчила коледж 2003 року. 2009 року здобула ступінь магістра з документальної літератури в Університеті Джона Гопкінса.

## Кар'єра
На передостанньому курсі коледжу Гессе проходила стажування в AARP: The Magazine, а після закінчення навчання влаштувалась працювати в це видання на повну ставку. Переїхавши до Вашингтона, округ Колумбія, почала працювати фрилансеркою для The Washington Post і таблоїда On Tap.
2007 року Гессе стажувалася у розділі «Стиль» газети Post, а згодом стала постійною оглядачкою. 2018 року її призначили першою оглядачкою газети з гендерних питань.
Гессе є авторкою кількох романів, присвячених епосі Другої світової війни. Її книга 2017 року «Американська пожежа» розповідає про серію підпалів в окрузі Аккомак, штат Вірджинія.

## Нагороди
Гессе є лауреаткою премії Едгара у номінації «Найкращий детектив для підлітків» за книжку «Дівчина у блакитному пальті» і Премії Товариства журналістів спеціальних репортажів за наративне оповідання. Вона була фіналісткою Пулітцерівської премії за коментар «за колонки, які передають гнів і страх багатьох американців через втрату права на аборт після того, як Верховний суд скасував рішення Роу проти Вейда».

## Особисте життя
Гессе живе зі своєю сім'єю в Юніверсіті Парк, штат Мериленд.

## Книжки
- 2016 – Дівчина у блакитному пальті /Girl in the Blue Coat[11]
- 2017 – Американська пожежа: кохання, підпали та життя на землі, що зникає /American Fire: Love, Arson, and Life in a Vanishing Land [3]
- 2018 – Війна на вулиці /The War Outside[12]
- 2020 – Вони пішли наліво /They Went Left[10]
- 2024 – Кодекс Брайтвуда /The Brightwood Code[13]

## Переклади українською
2023 року у видавництві «Лабораторія» вийшов український переклад роману «Дівчина у блакитному пальті». Перекладачка — Анастасія Цимбал.

## Зовнішні посилання
- Публікації на C-SPAN